# Замак Колд Крик
Замак Колд Крик (енгл. Cold Creek Manor) је амерички трилер филм из 2003. године, режисера Мајка Фигиса. 

## Радња
Када режисер документариста Купер Тилсон (Денис Квејд) и његова супруга Ли (Шерон Стоун) одлуче да живот у Њујорку постаје неподношљив, одлучују да се уселе у напуштену вилу са својом децом. Тамо се породица спријатељила са власницима кафане Рејем и Елен Пински и њиховом ћерком Стефани. Разврставајући фотографије, Купер одлучује да сними филм о историји куће. Претварање трошне зграде у кућу из снова постаје ноћна мора за Тилсонове јер њен претходни власник, Дејл Меси (Стивен Дорф), врши притисак на Купера. Тилсон га води да помогне око поправке, али директор је забринут за новог радника. Онда се Купер окреће старијем Месијевом оцу. Старчеви неспретни коментари наводе га да верује да је Дале убио његову жену и ћерку. Шериф Ени Фергусон је у почетку скептична према овом предлогу, али схвата да је Тилсон у праву. Куперове сумње се потврђују када Лија открије три скелета у бунару.

## Улоге
| Глумац           | Улога              |
| ---------------- | ------------------ |
| Денис Квејд      | Купер Тилсон       |
| Шерон Стоун      | Лија Тилсон        |
| Стивен Дорф      | Дејл Маси          |
| Џулијет Луис     | Руби               |
| Кристен Стјуарт  | Кристен Тилсон     |
| Рајан Вилсон     | Џеси Тилсон        |
| Дејна Ескелсон   | шериф Ени Фергусон |
| Кристофер Пламер | Теодор Маси        |
| Сајмон Рејнолдс  | Реј Пински         |
| Кетлин Дуборг    | Елен Пински        |
| Пола Бранкати    | Стефани Пински     |
| Ејдан Девин      | Скип Линтон        |
| Вејн Робсон      | Стен Холанд        |
| Џордан Петл      | Деклан             |
| Реј Пејсли       | Динк               |
| Шона Блек        | Џенис              |
| Питер Аутербриџ  | Дејв Милер         |

## Зарада
- Зарада у САД — 21.386.011 $
- Зарада у иностранству — 7.733.423 $
- Зарада у свету — 29.119.434 $